# Мюгге, Теодор
Теодор Мюгге (нем. Theodor Mügge), настоящее имя Фридрих Теодор Леберехт Мюкке (нем. Friedrich Theodor Leberecht Mücke; 8 ноября 1802, Берлин, — 18 февраля 1861, там же) — немецкий писатель.
Из его романов и повестей, отличающихся богатством фантазии и живостью изображения, наиболее замечательны: «Der Chevalier» (Лейпциг, 1835), «Die Vendéerin» (Берлин, 1837), «Toussaint» (Штутгарт, 1840), «Der Vogt von Sylt», «Der Majoratsherr» (Берлин, 1853), «Afraja» (Франкфурт, 1854), «Erich Randal» (Франкфурт, 1856), «Der Prophet» (Лейпциг, 1856) и сборник повестей: «Leben und Lieben in Norwegen» (Франкфурт, 1858).
Мюгге известен также своими описаниями путешествий, изображающими не только географические и этнографические условия, но также и политические отношения северных стран: «Skizzen aus dem Norden» (Ганновер, 1844), «Streifzüge in Schleswig-Holstein» (Франкфурт, 1846), «Nordisches Bilderbuch. Reisebilder» (Франкф., 1858; 3 изд. Бреслау, 1862).
Собрание его романов появилось в Берлине, в 1862—67 годах.